# Gemma Gaetani
Gemma Gaetani (Roma, 30 ottobre 1972) è una scrittrice e poetessa italiana.

## Biografia
Laureata in Lettere Moderne all'Università La Sapienza di Roma, si è occupata di critica letteraria per Poesia, Il Domenicale e Liberazione e di attualità culturale per Il Giornale.
Nel 2005 ha esordito nella scrittura artistica con il romanzo in versi, prosa e fotografie Colazione al Fiorucci Store (Milano). Ha poi collaborato con Alioscia Viccaro alla riduzione del romanzo nel monologo teatrale Colazione al Fiorucci Store (regia di Alioscia Viccaro, interprete Silvia Mendola). 
Nel 2010 ha pubblicato il pamphlet semiserio Elogio del tradimento. Conquista, tradisci, nega!
Nel 2011 è tornata alla poesia pubblicando la raccolta Ogni donna ama un fascista. Diario antimoderno.
Nel 2013 ha pubblicato Il decalogo dell'uomo vero.
Ha collaborato fino a maggio 2016 col quotidiano Libero. Dal primo numero del settembre 2016, scrive per il quotidiano La Verità.

## Opere
- Colazione al Fiorucci Store (Milano), Fazi Editore 2005
- Elogio del tradimento. Conquista, tradisci, nega!, Vallecchi 2010
- Ogni donna ama un fascista. Diario antimoderno, Vallecchi 2011
- Il decalogo dell'uomo vero, Giulio Perrone Editore 2013